# Jean Nicolas Louis Durand

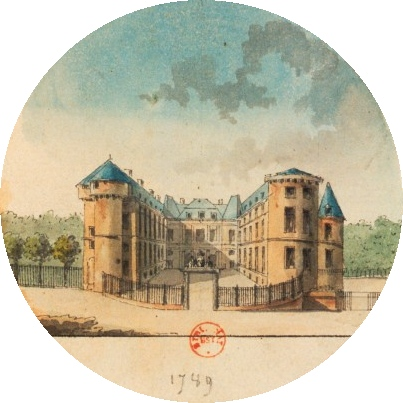
El castillo de Rambouillet proyectado por Jean Nicolas Louis Durand.

Jean-Nicolas-Louis Durand (París, 18 de septiembre de 1760 – Thiais, 31 de diciembre de 1834) fue un arquitecto, profesor y teórico de la arquitectura francés en la escuela de trabajos públicos (más tarde la École polytechnique). En su tratado más famoso "Précis des leçons d'architecture" planteó una manera esquemática y racional de proyectar edificios, utilizado por la arquitectura beauxartiana hasta la llegada de la arquitectura moderna.

## Biografía
Jean Louis Durand nació en París el año 1760. Trabajó en la oficina de Étienne-Louis Boullée durante algún tiempo, donde se formó como arquitecto. La influencia de Boullée en algunos de sus proyectos es notable.
Fue profesor de arquitectura en la École polytechnique desde su fundación en 1795 hasta 1830, donde sus enseñanzas ejercieron una notable influencia en los arquitectos posteriores. Estas enseñanzas, basadas en la economía, la funcionalidad y la racionalidad de la arquitectura, son precursoras de las que se establecerán en el siglo XX gracias a la arquitectura moderna.
Viajó a Paraguay en el año 1790.

## Obras principales
Durand escribió dos obras principales donde explicó su método de proyectar.
- 1799-1801: "Receuil et parallele des édifices en tout genre, anciens et modernes". Este primer libro contiene ejemplos arquitectónicos antiguos y modernos donde todos los planos están a la misma escala. Su objetivo era comparar las diferentes arquitecturas a lo largo de la historia para aprender de ellas.

- 1802-1805: "Précis des leçons d'architecture données à l'ecole polythechnique". En el primer volumen se expone un completo método para proyectar y otro método para analizar un edificio. Para analizar un proyecto uno tiene que ir del detalle a lo completo. Para componer un proyecto uno tiene que ir de lo completo a los detalles. En el segundo volumen analiza los diferentes edificios que componen una ciudad.

La obra "Receuil et parallele des édifices en tout genre, anciens et modernes", consiste en un manual de motivos históricos, un auténtico «museo imaginario» de la arquitectura mundial. Esta imponente recopilación grabada no contradice en absoluto el compendio "Précis des leçons d'architecture données à l'ecole polythechnique", ya que consiste en un ingrediente adicional al discurso arquitectónico en vía de reesquematización. El método de proyección y la historia de la arquitectura se entrelazan aquí estrechamente, como ocurre con la teoría y la realización del proyecto en el libro "Précis des leçons...". Un índice de motivos y procedimientos de edificación facilita el acceso al cuadro sinóptico correspondiente. Todo se reduce a una misma escala y se representa en forma de plantas horizontales y/o alzados en unos grabados sobre cobre detallados que se limitan a dibujar unos nítidos contornos. Todas las obras arquitectónicas reciben un mismo tratamiento: desde los acueductos hasta los edificios turcos, desde los teatros hasta todas las formas imaginables de templos, desde los monumentos antiguos de Palmira hasta los innumerables decorados de tejados y capiteles. Por una parte, las obras se clasifican según unos criterios tipológicos, bajo la categoría, por ejemplo, de «edificios centrales abovedados» o «dispositivos de patios monumentales con peristilo», de tal manera que aparecen de inmediato las características de esas arquitecturas comparadas con otras soluciones parecidas. Por otra parte, cada edificio y cada reproducción están acompañados de una breve reseña que especifica el lugar, el nombre, a veces la fecha de construcción o el autor de la reproducción. 
El principio de ordenación histórica es especialmente revelador en el capítulo sobre adornos arquitectónicos. Los capiteles ya no aparecen clasificados en el orden tradicional: toscano, dórico, jónico, sino según una cronología histórica, a partir de ejemplos arqueológicos de Egipto, Grecia y Roma. Aunque esta manera de proceder vuelve a concluir finalmente en la sucesión tradicional del dórico al corintio, el principio de ordenación principal no deja de ser por ello histórico y topográfico.
Este último texto se convirtió rápidamente en un texto de referencia del clasicismo romántico y tuvo mucha aceptación no solo en Francia, sino en otros países como Alemania.
Su método era sencillo y fácil de aplicar, capaz de adaptarse a casi cualquier programa de un edificio de la época. También se consideraba como un  método normativo y económico, buscaba proponer una metodología edificatoria universal, abarcando todos los componentes de un proyecto arquitectónico. Esta normativa propuesta, se volvió un fondo universal de elementos que se combinaban y permitían diseñar todo tipo de edificios, al mismo tiempo provocó cambios modulares y la consideración de elementos prefabricados. En esta norma propuso cuatro finalidades de la arquitectura: la utilidad, la conveniencia, la economía y la construcción. Para que esta norma funcionara  elaboró un método de proyección sistematizado utilizando una trama cuadrada como base para muros y elementos de carga, esta trama definía el sistema constructivo (y llevó al papel milimétrico).  Se proponía para proyectar, trazar en primer lugar los ejes principales y a partir de ahí los secundarios. Sobre estos ejes se componen las diferentes piezas propuestas de base geométrica fácilmente relacionables. De esta manera se da lugar a composiciones en serie que recuerda en cierta medida a la construcción industrializada del siglo XX.